# René Delorme
Pour les articles homonymes, voir Delorme.
René Delorme est un sculpteur français né le 9 mai 1875 à Paris où il est mort le 26 octobre 1951.

## Biographie
Élève de Claude Sibuet, René Delorme expose le plâtre Taquinerie au Salon des indépendants de 1929.